# فاطمه ولیانی
فاطمه ولیانی (متولد ۱۳۳۸) مترجم ایرانی است.
او برای ترجمهٔ کتاب تاریخ جنون اثر میشل فوکو، برگزیدهٔ بیست و یکمین دوره کتاب سال جمهوری اسلامی ایران شد.

## ترجمه‌ها
- الفاظ و اشیا: باستان‌شناسی علوم انسانی، میشل فوکو، ترجمهٔ فاطمه ولیانی، تهران: انتشارات ماهی، ۱۳۹۶
- تولد پزشکی بالینی: باستان‌شناسی نگاه پزشکی، میشل فوکو، ترجمهٔ فاطمه ولیانی، تهران: انتشارات ماهی، ۱۳۹۲
- کوگیتو و تاریخ جنون (مجموعه مقالات)، ژاک دریدا، میشل فوکو؛ ترجمهٔ فاطمه ولیانی، تهران: هرمس، ۱۳۸۸[۴]
- تاریخ جنون، میشل فوکو، ترجمهٔ فاطمه ولیانی، تهران: هرمس، ۱۳۷۷[۵]
- م‍ؤل‍ف چ‍ی‍س‍ت؟ (م‍ق‍الات‍ی از ف‍وک‍و و درب‍اره ف‍وک‍و)، ت‍رج‍م‍ه ف‍اطم‍ه ول‍ی‍ان‍ی، ت‍ه‍ران: ش‍ه‍ر ک‍ت‍اب، ه‍رم‍س، ۱۳۷۷.
- هانا آرنت، دیوید واتسن، ترجمهٔ فاطمه ولیانی، نشر هرمس
- افسون‌زدگی جدید؛ هویت چهل‌تکه و تفکر سیار، داریوش شایگان، تهران: فرزان روز
- خ‍ل‍وت‌، پل کانستان، ت‍رج‍م‍ه ف‍اطم‍ه ول‍ی‍ان‍ی، تهران: هرمس
- شنل پاره، نینا بربروا، مترجم فاطمه ولیانی، تهران: انتشارات ماهی، ۱۳۹۱